# Red (film)
Red – amerykańska komedia akcji z 2010 roku w reżyserii Roberta Schwentke. Scenariusz do filmu powstał na podstawie komiksu o tym samym tytule, stworzonego przez Warrena Ellisa i Cully'ego Hamnera.

## Opis fabuły
Emerytowani agenci specjalni CIA wracają do akcji, aby uwolnić się od podejrzeń o zorganizowanie zamachu.

## Obsada
- Bruce Willis jako Frank Moses
- Morgan Freeman jako Joe Matheson
- Mary-Louise Parker jako Sarah
- Helen Mirren jako Victoria
- John Malkovich jako Marvin Boggs
- Karl Urban jako William Cooper
- Brian Cox jako Ivan Simanov
- James Remar jako Gabriel Loeb
- Julian McMahon jako wiceprezydent Stanton
- Ernest Borgnine jako Henry
- Rob Archer jako mięśniak
- Richard Dreyfuss jako Alexander Dunning

## Tytuł filmu
Tytuł filmu pochodzi od pierwszych liter angielskich słów Retired, Extremely Dangerous (Emerytowany, skrajnie niebezpieczny).

## Nagrody
Obraz otrzymał nominacje do Złotego Globu w kategorii "najlepsza komedia lub musical", a także trzy nominacje do Satelitów ("najlepsza komedia lub musical", "najlepszy aktor w komedii lub musicalu" – John Malkovich, "najlepsza aktorka w komedii lub musicalu" – Mary-Louise Parker).

## Kontynuacja
W styczniu 2011 Summit Entertainment potwierdziło, że powstanie sequel Red ze scenariuszem napisanym również przez braci Ericha i Jona Hoeberów. Film Red 2 wypuszczono w 2013.